# Мокший
Мокший (1340?-1390?) — киличей Великого князя Московского Дмитрия Донского, мокша по происхождению. Предположительно, основатель рода Макшеевых. Знаток нравов, обычаев и языка татар, а также дорог в Орду. Имел связи с крымскими генуэзскими центрами и Кафой. После Куликовской битвы по словам летописца «оскуде бо отнюд вся земля Русскаа воеводами и слугами и всеми воиньствы, и о сем велий страх бысть на всей земле Русстей». Известно, что хан Тохтамыш, захвативший власть в Орде после разгрома Мамая, осенью 1380 через посла известил Дмитрия Донского и других русских князей о своём воцарении. Князья признали его власть, отпустив посла «с честию и зъ дары». Той же осенью 1380 Димитрий Донской «отпусти киличеев своих Толбугу да Мокшиа во Орду к новому царю Воложскому Тохтамышу з дары и с поминкы». Другие князья направили своих киличеев со многими дарами следующей зимой 1380 года и весной 1381 года.
Киличеи Дмитрия Донского Толбуга и Мокший долго гостили у царя и вернулись 15 августа 1381 г.  «…изо Орды отъ Taxтамыша царя съ пожалованиемъ и со многою честию. И бысть на Руси радость велия…». После чего между князьями восстановились мир и согласие: «Тоя же осени, месяца ноября в 1 день вси князи русстии сославшеся велию любовь учиниша межу собою». С Ордой были установлены мирные отношения. Представляется, что одной из дарованых ханом Тохтамышем некоторым князьям — и в первую очередь Дмитрию Московскому — привилегий, было право на монетную чеканку (Колызин А.М., Начало чеканки монет в Москве // Сб. Московский Кремль XIV столетия. Древние святыни и исторические памятники. Памяти святейшего патриарха Московского и Всея Руси Алексия II. М.,  2009. С.442-447.).